# Karl Mack von Leiberich
Karl Mack von Leiberich, báró (Nennslingen, 1752. augusztus 25. – Sankt Pölten 1828. december 22.) osztrák tábornok, a legemlékezetesebb tette a hadtörténetben az, hogy az ulmi csatában kapitulált Napóleon seregei előtt.

## Korai karrier
Karl Leiberich  Nennslingenben született, Bajorországban. 1770-ben kezdte meg szolgálatát egy osztrák lovassági regimentben, ahol nagybátyja, Leiberich, squadron parancsnok volt, hét évvel később tisztté léptették elő. A bajor örökösödési háború idején Franz Moritz von Lacy parancsnoksága alatt szolgált, kiváló minősítéssel. 1778-ban először hadnaggyá majd kapitánnyá léptették elő 1783-ban. Lacy, az osztrák hadsereg ekkor legjelentősebb tábornokaként támogatta ifjú hadsegédjének pályafutását.1785-ban Mack feleségül vette Katherine Gabrieult, majd Mack von Leiberich nevet vette fel. Az osztrák-török háború (1787–1791) idején a főparancsnokságon szolgált, őrnaggyá léptették elő, II. József császár adjutánsa lett, 1789-ben alezredesi rangot szerzett. Belgrád ostrománál kitüntette magát bátorságával, bár összetűzésbe került Ernst Gideon von Laudon báróval, aki hadbíróság elé állíttatta, de az új főparancsnok megbecsülte, így megkapta a katonai Mária Terézia-rendet és ezredesi rangot. 1790-ben Mack és Laudon kibékültek, újra együtt harcoltak a csatamezőn. Ezalatt a hadjárat alatt olyan fejsebet kapott, amiből soha nem gyógyult ki teljesen. 1793-ban Friedrich Josias von Sachsen-Coburg-Saalfeld herceg vezérlő hadbiztosa a hollandiai hadjárat idején. A fiatal Habsburg–Lotaringiai Károly Lajos tescheni herceg írta róla, amikor az első győzelmi babérját aratta le 1793. március 1-jén. " Legfőképpen Mack ezredesnek mondhatunk köszönetet ezért a sikerért."

## A francia forradalmi háborúk idején
A neerwindeni csatában (1793)-ban kitüntette magát és vezető szerepet játszott Charles-François Dumouriez francia tábornok és Friedrich Josias von Sachsen-Coburg-Saalfeld herceg tárgyalásainál. Szolgálatát vezérlő hadbiztosként folytatta és egy vértes regiment tulajdonosa lett. Famars-nál megsebesült, de egyszer még 1794-ben aktív szolgálatba állt vezérőrnagyként. A katonai és politikai helyzet miatt és a koalíció veresége következtében II. Ferenc császár személyes kérésére a nápolyi hadsereg parancsnoka lett 1797-ben altábornagyként. Belátta, hogy a francia forradalmi hadsereggel szemben tehetetlen, embereinek biztos pusztulását el akarta kerülni, ezért Napóleon szabad átvonulási ígéretében megbízva, a francia táborba ment. A későbbi császár azonban hadifogolyként kezelte, és Franciaországba hurcoltatta. Két évvel később álruhában sikerült megszöknie.

## A napóleoni háborúk idején
Becsületszavának megszegése miatt sokan vádolták és mellőzték, de aztán 1804-ben ismét szükség lett a hadbiztosi szolgálataira, hogy előkészítse a háborút Franciaországgal. Megtette  mindazt, ami lehetséges lehetett a hadsereg reformjához a rendelkezésre álló időn belül, ő lett a vezérkar irányítója német földön a tapasztalatlan, névlegesen parancsoló Habsburg–Estei Ferdinánd Károly József főherceg mellett. Ő volt a valódi, felelős parancsnok, aki  Bajorországban irányította az osztrák seregeket Napóleon ellen, bár a rangja és helyzete miatt sokan lenézték. Bizonytalansága és  a vezérkar bátortalansága miatt az ulmi csatában 1805. október 16-án Napóleon körülzárta Mack egész hadseregét, és három nappal később a tábornok megadta magát.
Az austerlitzi csata után hadbíróság elé állították gyávaságért, minden kitüntetésétől, ezredétől megfosztották és két év börtönre ítélték. 1808-ban szabadulva a börtönből, meg nem értettségben és mellőzöttségben élt 1819-ig, amikor már az ulmi csata emléke már „elmosódott” az emlékezetben, Karl Philipp zu Schwarzenberg herceg kérésére visszakapta rangját, kitüntetését. 1828. október 22-én halt meg az alsó-ausztriai Sankt Pöltenben.

## Fordítás
- Ez a szócikk részben vagy egészben  a   Karl Mack von Leiberich című angol Wikipédia-szócikk fordításán alapul.  Az eredeti cikk szerkesztőit annak laptörténete sorolja fel. Ez a jelzés csupán a megfogalmazás eredetét és a szerzői jogokat jelzi, nem szolgál a cikkben szereplő információk forrásmegjelöléseként.